# Borivoje Adašević
Borivoje Adašević (Užice, 22. septembar 1974 — Požega, 15. januar 2019) bio je srpski pripovedač, romanopisac i esejista.
Studirao je na Pravnom fakultetu u Beogradu. Živeo je u Požegi. Proza mu je prevođena na engleski, francuski, mađarski, albanski i grčki jezik. Priča Za tuđeg gospodara uvrštena je u američku antologiju najbolje evropske priče Best European Fiction 2013.

## Karijera
Autor je tri zbirke pripovedaka, od kojih je prva, Ekvilibrista, objavljena u Novom Sadu, 2000. godine. Sledeća zbirka, Iz trećeg kraljevstva, izlazi 2006, u Beogradu, a treća, pod naslovom Iz spiskova prećutanih stvari, izašla je iz štampe krajem septembra 2018. godine, u Novom Sadu.
U istom gradu, 2022. godine, u redakciji Sandre Urban, objavljena je zbirka Adieu, Belgrade, u kojoj su sabrane priče Borivoja Adaševića objavljivane za njegovog života u periodici, zbornicima, antologijama..., a koje nisu našle svoje mesto ni u jednoj od njegove tri knjige priča.
Autor je i dva romana, Čovek iz kuće na bregu (2009) i Krf (2011), objavljena u Beogradu. Prva knjiga zaostavštine, koja obuhvata prozu, drame i poeziju, pod naslovom Pietà, objavljena je u redakciji Sandre Urban, 2024. godine u Novom Sadu .
Njegovu prozu odlikuje originalan prefinjeni stil izgrađen artistički oblikovanim izrazom, gustim rečeničnim tkanjem, lavinom reči u vrtoglavom narativnom zamahu, razbokorenom melodijom jezika, kao i intelektualnom domišljatošću i razuđenošću forme. Tematska interesovanja kreću se od intimnih stanja i preokupacija pa sve do individualnih ljudskih sudbina u kovitlacima moderne istorije, čijeg taloga pojedinac želi da se oslobodi u sebi, težeći humanosti u najvišem smislu.

## Knjige

### Zbirke priča
- Pietà (Kreativno-edukativni centar Art box, Novi Sad, 2024; priredila Sandra Urban)
- Adieu, Belgrade (Akademska knjiga, Novi Sad, 2022; priredila Sandra Urban)
- Iz spiskova prećutanih stvari (Akademska knjiga, Novi Sad, 2018)
- Iz trećeg kraljevstva (Narodna knjiga, Beograd, 2006)
- Ekvilibrista (Matica srpska, Novi Sad, 2000; Akademska knjiga, Novi Sad, 2020)

### Romani
- Krf (Stubovi kulture, Beograd, 2011)
- Čovek iz kuće na bregu (Stubovi kulture, Beograd, 2009)

## Zbornici, izbori i antologije
- Novi vrhovi – antologija postmodernih priča generacije 60-ih i 70-ih (Priča – časopis za priču i priče o pričama, god. XV, br. 51, Beograd, 2021; priredili Vasa Pavković i Slavoljub Marković)
- (Geopoetika, Beograd, 2018; priredili David Albahari i Srđan V. Tešin)
- Četvrtasto mesto – antologija priča o čitanju novina (Arhipelag, Beograd, 2014; izabrao i priredio Srđan V. Tešin)
- Bunker (Arhipelag, Beograd, 2013; izabrao i priredio Srđan V. Tešin)
- (2012; izabrao i priredio Aleksandar Hemon; predgovor napisao Džon Banvil)
- (Novi Sad, 2012; priredila Kornelija Farago)
- Starost (Arhipelag, Beograd, 2012; priredili David Albahari i Srđan V. Tešin)
- 21 za 21 : antologija srpske priče s početka novog veka (Agora, Zrenjanin, 2011; priredio Vasa Pavković)
- (MM, Priština, 2011; izabrali i priredili Miloš Živanović, Saša Ilić, Tomislav Marković i Saša Ćirić)
- (Toronto OH, CAN, 2010; izabrao David Albahari)
- Leksikon božjih ljudi (Službeni glasnik, Beograd, 2010; priredili Slavoljub Marković i Vasa Pavković)
- Poslastičarske priče (Arhipelag, Beograd, 2008; priredili David Albahari i Vladan Mijatović Živojnov)
- Urbana kratka priča (BAP 2000, Beograd, 2001; izabrao i predgovor napisao Tihomir Brajović)
- Pseći vek (Beopolis, Beograd, 2000; priredio Saša Ilić)
- Priča za kraj veka (Kikindske novine, Kikinda, 2000; priredio Srđan V. Tešin)

## Nagrade
- Nagrada „Borislav Pekić”, za sinopsis romana Krf, 2007.
- Za urbanu kratku priču na konkursu BAP 2000 (Balkan association of publishers), 2001, u Beogradu.

## Literatura
- Milica Mirković, „Adaševićev Krfski zabavnik”, kritika, Polja, broj 475, maj/jun 2012.
- Marijana Milošević, „Poetika odsustva ili o slikaru u (samo)izolaciji”, kritika, Koraci, broj 5-6, 2010.
- Nenad Stanojević, „Reaktuelizacija subjektivnosti”, kritika, Letopis Matice srpske, jun 2010, knj. 485, sv. 6, 1163-1168.
- Vesna Kapor, „Reč kao nit usporavanja i razlaganja vremena”, kritika, Polja, broj 461, januar/februar 2010.
- Sandra Urban, „Enciklopedijsko skladište istorijskih okolnosti“, prikaz, Danas, 5-8. januar 2019.
- Srđan Srdić, „Čovek koji je otišao”[мртва веза], In memoriam, Polja, br. 515, godina LXIV, januar-februar 2019, 150-153.
- Nemanja Veljović Subrosa, „Naravno, rukopis” prikaz, Danas, 21-22. septembar 2019.
- Sandra Urban, „Moj prijatelj, Borivoje Adašević[мртва веза], Polja, br. 520, godina LXIV, novembar-decembar 2019, 65-71.
- Vladimir Petrović, „Borivoje Adašević – Iz spiskova prećutanih stvari“, prikaz, 3. septembar 2022.
- Art Box portal, „ADIEU, BELGRADE“ BORIVOJA ADAŠEVIĆA, prikaz, 10. 12. 2022.
- Miljenko Jergović: Zašto bi trebalo čitati Adaševića koji je pisao i živio gotovo mimo vremena, prikaz, 18. 01. 2023.
- Miljenko Jergović: Borivoje Adašević: Iz spiskova prećutanih stvari, Akademska knjiga, Novi Sad 2018.

## Spoljašnje veze
- Zvanična stranica izdavačke kuće Akademska knjiga
- „Zvanična stranica izdavačke kuće Književna radionica Rašić”. Архивирано из оригинала 12. 11. 2018. г. Приступљено 11. 11. 2018.
- „„Pokušao sam da sklopim krhotine rasprsnutog sveta”, intervju, ”.
- „„Na kolima sa starom hartijom” i „Za tuđeg gospodara”, priče, ”.
- „Krajslerova biblioteka”, priča, Polja, 2016/01
- „U smrti isti”, priča, Međaj, br. 93/94/95, mart 2015.
- „, priča, Povelja, broj 1/2011.”.
- „Doba sumnje koje ne prolazi”, Male novine, 9. april 2010. Архивирано на веб-сајту  (14. фебруар 2019)
- „Atentat”, Male novine, 12. mart 2010. Архивирано на веб-сајту  (14. фебруар 2019)
- „Udeo razuma i nade”, Male novine, 5. mart 2010. Архивирано на веб-сајту  (14. фебруар 2019)
- Poslednji razgovor s književnikom BORIVOJEM ADAŠAVIĆEM (1974–2019) (Blic, 31. januar 2019)
- Borivoje Adašević – pisac izvan burazerskih tokova (021.RS, 24. septembar 2019)